# M1117 Armored Security Vehicle
M1117 Armored Security Vehicle — бронетранспортёр, полноприводная бронированная машина, принятая на вооружение США в 1999 г. Производится для военной полиции США фирмой Cadillac Gage. Вооружение состоит из 40-мм гранатомёта Mk.19, 12,7-мм пулемета M2HB и дополнительного пулемёта M240 калибра 7,62 мм.

## Конструкция
Машина массой 15 тонн обеспечивает защиту экипажа от лёгкого стрелкового огня и самодельных взрывных устройств. V-образное днище выдерживает подрыв мины 5,4 кг в тротиловом эквиваленте.

## Вооружение
Вооружение находится в одноместной башне, которая вращается на 360° и обеспечивает угловое возвышение 45°. Бронеавтомобиль оснащён дневным и ночным прицелами.
Основное вооружение: 40 мм гранатомёт Mk. 19, который имеет эффективный радиус обстрела в 1500 метров, а максимальный в 2200 метров.

## Предназначение
M1117 могут выполнять широкий спектр задач. Их можно использовать как машины разведки, БМП, дозорные, командно-штабные и ремонтно-эвакуационные машины. Современные задачи, которые могут быть возложены на машины ASV, сводятся к операциям военной полиции, защите конвоев, боевому наблюдению и лазерному целеуказанию.

## Боевое применение
В ходе наступления «Талибана» в 2021 году было уничтожено и захвачено не меньше 27 M1117.

## Операторы
- Афганистан — 255 ASV имелось у афганской армии на октябрь 2017 года[2]
- Болгария — 17 M1117 ASV на вооружении по состоянию на 2024 год[3].
- Колумбия — 38 M1117, по состоянию на 2016 год[4]
- Греция — 444 M1117 Guardian на вооружении по состоянию на 2024 год[5].
- Косово — 55 M1117 Guardian на вооружении по состоянию на 2024 год[6].
- США — 2900 M1117 , по состоянию на 2022 год[7]
- Украина — 250 ожидаются, по состоянию на 2023 год[8]

### Иные операторы
- ИГ — некоторое количество трофейных M1117 ASV, по состоянию на 2016 год[9]
- Пешмерга — некоторое количество трофейных M1117 ASV, по состоянию на 2016 год[10]

### M1117 в Колумбии
В июле 2010 года фирмой «Текстрон» была завершена поставка 37 машин в варианте БТР и двух единиц в версии машины управления.

## Модификации
- Бронетранспортер (водитель, командир + 8 десантников)
- Командно-штабная машина
- Ремонтно-эвакуационная машина (может буксировать такой же M1117 или HMMWV)
- Медицинская бронированная машина
- Машина разминирования
- Носитель миномёта
- M1200 Armored Knight

## Бронемашина в массовой культуре
Пластиковую модель в масштабе 1/35 производит фирма Trumpeter

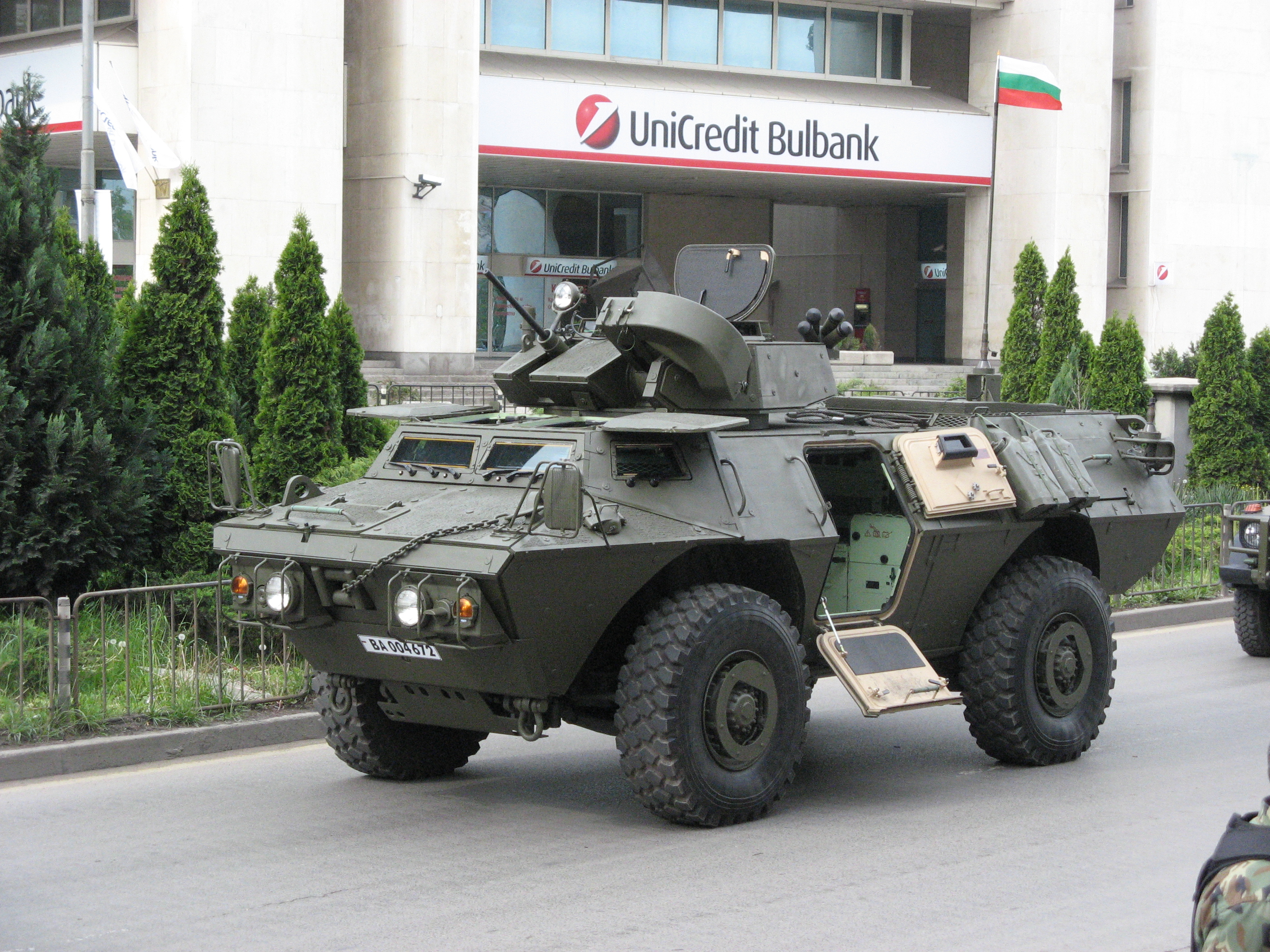
M1117 в Болгарии
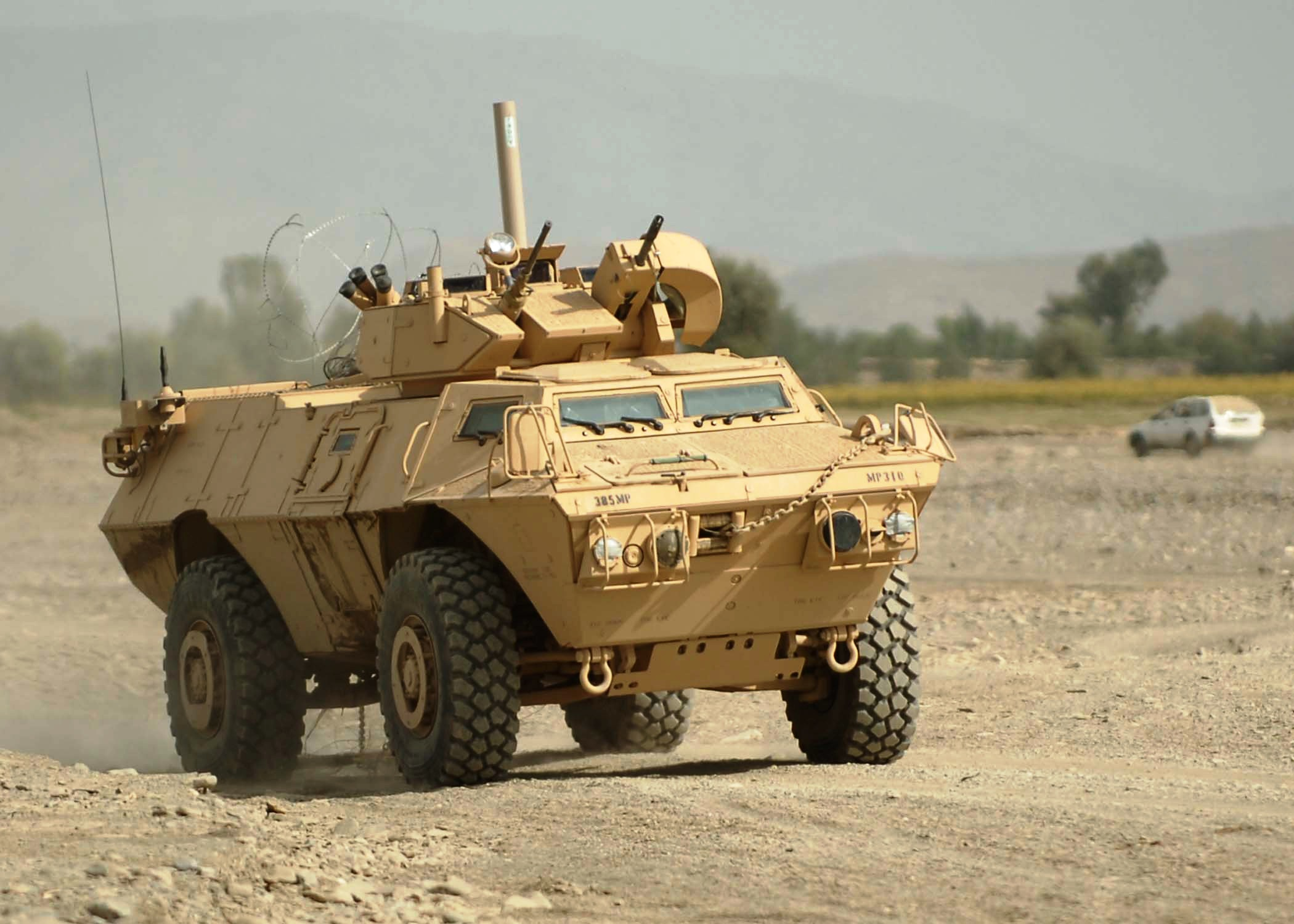
M1117 в Афганистане
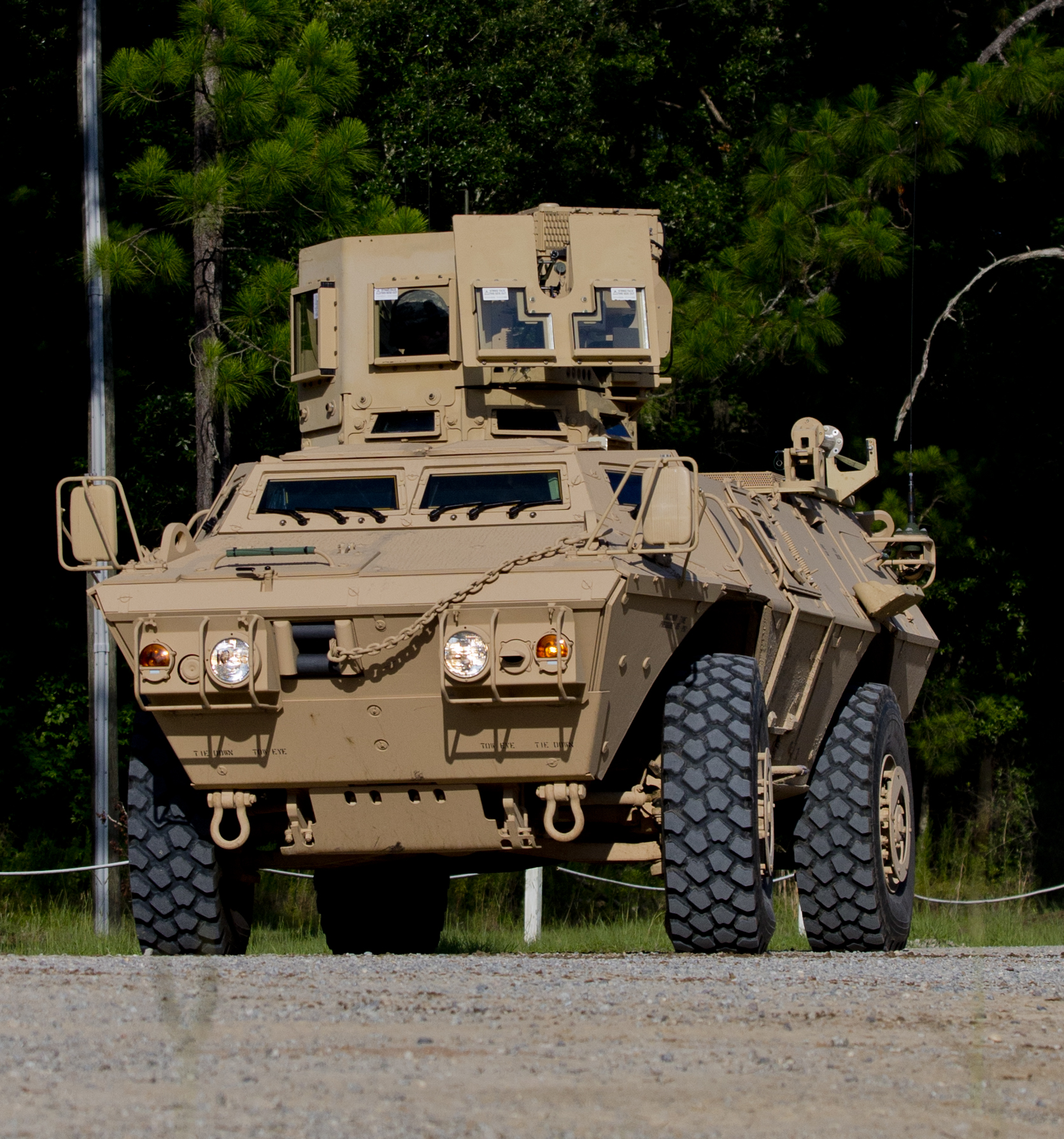
M1200 Armored Knight